# Aranda de Moncayo
Aranda de Moncayo es un municipio de España, con categoría histórica de villa, en la comarca del Aranda, provincia de Zaragoza, comunidad autónoma de Aragón. La extensión de su término es de 91,20 km² con una población de 117 habitantes (INE 2024) y una densidad de 1,28 hab/km².

## Toponimia

Aratikos en caracteres celtíberos

El origen del nombre Aranda es la evolución del topónimo de la ciudad celtíbera de Aratis, en lengua celta.
La ciudad de Aratis aparece nombrada en el IV bronce de Contrebia Belaisca (Botorrita). También lo encontramos in situ, en las monedas acuñadas en la Aranda celtibérica como ARATIZ o ARATIKOS (los de Aratis).
Aranda pasó a llamarse Aranda de Moncayo en el censo de 1857.
También fue conocida como Aranda del Conde y Aranda de Aragón para diferenciarla de la Aranda castellana, Aranda de Duero.
El topónimo "Aranda" da nombre al río y éste a la comarca que queda conformada casi en su totalidad por los valles del Aranda y del Isuela.

### Gentilicio
El gentilicio común de los habitantes de Aranda es «arandino». Existe una variante culta, «aratico», derivada del topónimo celtíbero y de su gentilicio aratikos.

## Condado de Aranda
Sobre el municipio de Aranda de Moncayo se fundó el condado de Aranda en 1488 por el rey  Fernando II de Aragón y concedido el título nobiliario aragonés de conde de Aranda en 1508 a Lope Ximénez de Urrea y Centellas (1451-1490), casado con Catalina de Híjar y Beaumont.
En 1640 Felipe IV añadía al título condal la grandeza de España al quinto titular, Antonio Ximénez de Urrea y Manrique de Lara.
En la historia de Aragón figuran muchos condes de Aranda, ya que fueron una de las familias nobles más importantes del reino. Pero uno de ellos destacó sobre todos, Pedro Pablo Abarca de Bolea y Ximénez de Urrea (décimo conde de Aranda). Vivió en el siglo XVIII y ha sido uno de los políticos aragoneses de más renombre.

## Geografía

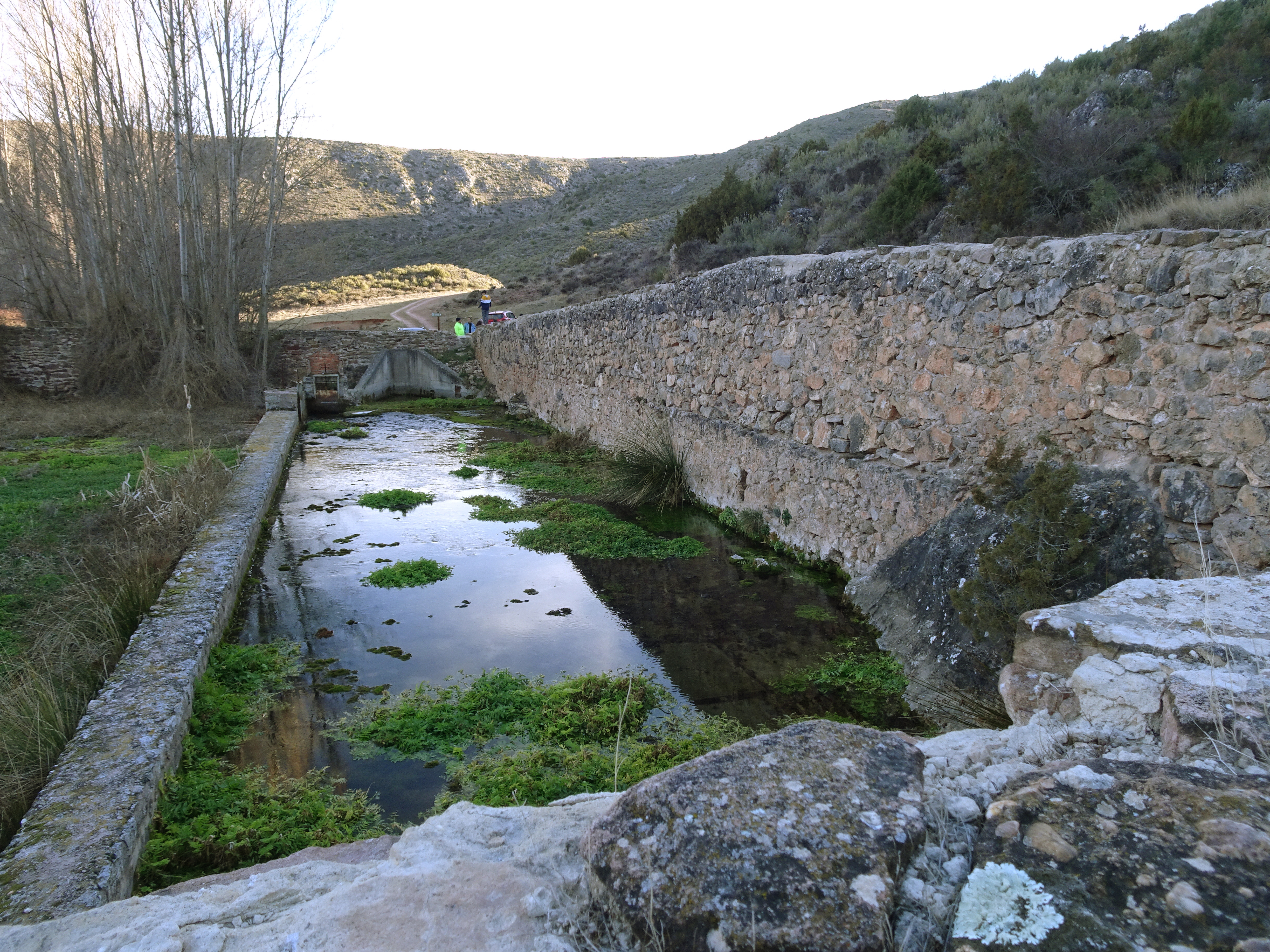
Alberca del manantial o fuente de Lagüén

Aranda de Moncayo se sitúa en la Serranía Celtibérica, al sur del Moncayo y en la vertiente norte de la sierra de la Virgen, en el centro del occidente de Aragón. 
El río Aranda atraviesa el territorio de noroeste a sureste dejando la localidad en su margen derecha. 
| Noroeste: Pomer    | Norte: Purujosa (tm. no contiguo) y Calcena | Nordeste: Oseja                   |
| Oeste: Malanquilla |                                             | Este: Jarque de Moncayo           |
| Suroeste: Clarés   | Sur: Villarroya de la Sierra                | Sureste: Aniñón (tm. no contiguo) |

### Comunicaciones

#### Carreteras, caminos y vías pecuarias
- Dista 104 km de Zaragoza (plaza Aragón), por la carretera A-1503 y la autovía A-2;
- 64 km de Soria, por la A-1503 y la N-234;
- 49 km de Calatayud, por la A-1503, Z-V-3443 y N-234.

Por el territorio arandino transitan varios caminos vecinales que unen Aranda con los municipios limítrofes. Así, hay caminos carreteros o de herradura hasta Pomer, Borobia, Purujosa, Calcena, Oseja, Jarque, Viver, Aniñón, Villarroya de la Sierra, Clarés y Malanquilla.
También atraviesan el término la colada de Valdezarriel y la cañada de Borobia a Oseja, vías pecuarias que unen el valle del Ebro con la tierra de Ágreda.

#### Ferrocarril
La estación de Calatayud, con servicio de alta velocidad (AVE), se encuentra a 50 km.
La estación de Morés a 28 km, por la A-1503.

#### Servicio de autobús
La compañía de Automóviles del Río Aranda, presta servicio de autobús en las líneas regulares a Calatayud y Zaragoza.

### Altimetría
La altitud oficial de la villa es 907 m por ser ésta la de la iglesia parroquial. El centro del núcleo urbano de Aranda (plaza Mayor) está situado a 885 m sobre el nivel del mar.
Rodean el casco urbano las siguientes alturas: el castillo con 933 m, el Cabezuelo con 939 m, el cerro del mediodía con 953 m y el Espantalobos con 950 m; siendo la confluencia de los barrancos de Es pozas y del Portillo la mínima, con 860 m. 
El punto costero más cercano en línea recta se encuentra a 194 km de Aranda, situado en la playa de la concha de San Sebastián; la ruta de 254 km por carretera sería: Aranda-Ágreda-Tafalla-Pamplona y San Sebastián.
El territorio presenta un desnivel máximo de 716 metros, desde el cauce del río Aranda en la Aldea hasta la ermita de la Virgen de la Sierra.
Las alturas del término y contiguas son las siguientes:
- Al norte, la sierra del Tablado: El Tablado 1747 m (término municipal de Borobia), cocota del Rincón 1507 m y peña del Águila 1441 m (t. m. de Pomer); cabeza redonda 1340 m; alto del Riberón 1384 m; alto del Palancar 1291 m; pico Valdenaza 1244 m.
- Al este, el río Aranda en la Aldea 700 m (altura mínima).
- Al sureste, la sierra de la Virgen: ermita de la Virgen, pared norte, 1416 m (altura máxima).
- Al sur, la sierra de la Virgen: cerro de la Oración 1159 m.
- Al suroeste, la sierra de la Virgen: Torrelamassa 1177 m.
- Al oeste, la sierra de la Virgen: Carrascallano 1033 m.
- Al noroeste, Montalbo 1297 m.

### Clima
Debido a su localización entre las sierras de El Tablado y de La Virgen, en el valle del Ebro, Aranda disfruta de un clima mediterráneo continentalizado. Estas condiciones atmosféricas se dan en lugares con clima mediterráneo que están alejados considerablemente del mar, teniendo como características inviernos largos y fríos, veranos cortos y cálidos y además un fuerte contraste entre las temperaturas diurnas y nocturnas; por lo que tiene cierta continentalidad sin ser un verdadero clima continental.

#### Parámetros climáticos
Según datos de la estación meteorológica de Maidevera, 779 m s. n. m.: 
- La temperatura media del año 2020 fue de 13,4 grados; la máxima 37,4; la mínima - 4,1 y la humedad relativa media del aire fue de 69%.
- La temperatura media del año 2023 fue de 14,0 grados; la máxima 40,0 (9/8/23, 17.00); la mínima - 6,5 (28/2/23, 2.30); la precipitación acumulada fue de 352 l./m2 y la humedad relativa media del aire fue de 65%.
- La temperatura media del año 2024 fue de 13,7 grados; la máxima 37,7 (30/7/24, 19.15); la mínima - 5,5 (31/12/24, 3.30); la precipitación acumulada fue de 422,3 l./m2 y la humedad relativa media del aire fue de 69%.

## Historia

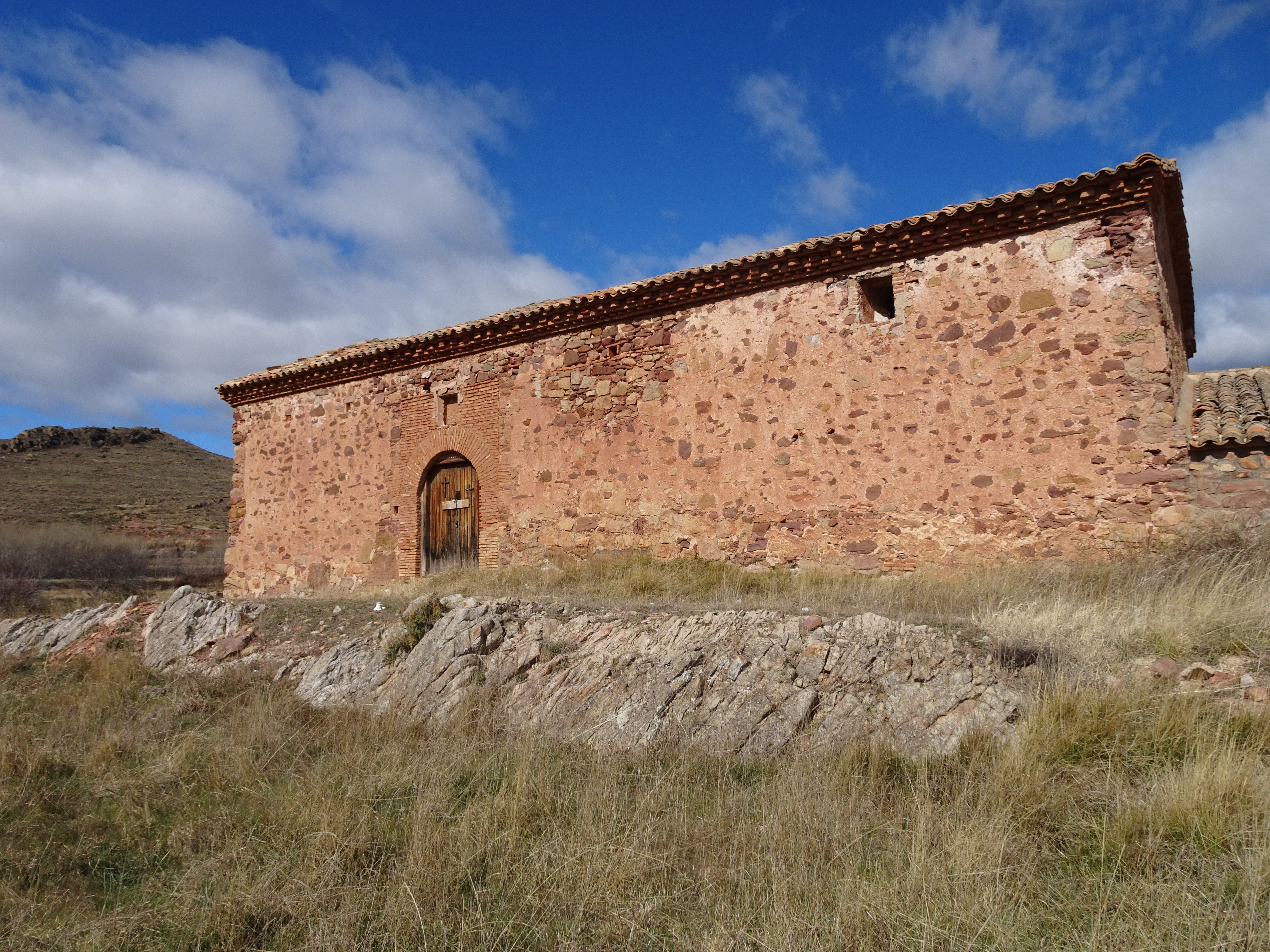
Ermita de San Roque, en la huerta cerca del embalse de Maidevera

El pasado más remoto del que se tiene noticia es el de la instalación de una serie de castros celtíberos dentro del actual término de Aranda, siendo la ciudad de Aratis el más importante. Esta ciudad será posteriormente romanizada, amplió su perímetro defensivo con nuevas fortificaciones, aumentando el número de habitantes y poseyendo una ceca propia.
En época altomedieval, la población se trasladará hacia el llano.
Ya en el siglo XI, por razones defensivas en una nueva época de conflictos bélicos, los musulmanes decidirán trasladar la población a su actual emplazamiento, sobre el cerro que domina el río Aranda, construyendo una fortaleza y una serie de viviendas, además de una mezquita. Esta población ocuparía aproximadamente la zona del barrio del Castillo y Puerta Moral, que posteriormente se ampliaría sobre la falda descendiente del monte, hasta el barranco de Es Pozas.
Incorporada al reino de Aragón por Alfonso I el Batallador en 1120, será protegida por su hermano y sucesor Ramiro II de Aragón, que le dará carta de repoblación con el nombre de Aranda.
Jaime I de Aragón, el Conquistador, le otorgará privilegios de nombrar justicia y jurados. 
En 1386, Lope Ximénez de Urrea, heredó por línea materna la villa de Aranda y el lugar de Pomer, además de las poblaciones de Jarque, Mesones, Sestrica, Tierga y Nigüella.
De entre los condes de Aranda, el más famoso será Pedro Abarca de Bolea, que en el siglo XVIII será primer ministro de Carlos III. En la actualidad y desde el 2 de abril de 2013, el título de conde de Aranda está en posesión de Alfonso Martínez de Irujo y Fitz-James Stuart, cedido en vida por su madre Cayetana Fitz-James Stuart, que fue la XIX duquesa de Alba.
En el siglo XV fue lugar natal del pintor Pedro de Aranda, que tenía un taller en Calatayud. Se convirtió posteriormente en uno de los pasos hacia Castilla (Carlos I entró por aquí en Aragón en 1518) y disfrutó de una época de apogeo económico, gracias a la explotación de la vega por los agricultores moriscos y de la ganadería, que permitía un buen comercio de lana, además de establecerse una feria de ganado menor en los días de Todos los Santos.
Este esplendor económico permitirá la construcción de la iglesia parroquial bajo la advocación de la Asunción de Nuestra Señora como titular, siendo el patrono San Roque de Montpellier y con anterioridad lo fue San Basilio el Magno, obispo de Cesarea. Es un templo gótico tardío, de una sola nave, muros de sillería y bóveda estrellada, con un retablo mayor de gran calidad, de transición entre renacimiento y barroco, y otros retablos plenamente barrocos, con buenas imágenes. Destacan también una serie de relicarios y custodias de gran interés (punzón de Cardiel) y el coro neoclásico.
La expulsión de los moriscos en el siglo XVII representará una época de depresión.
Durante la guerra de sucesión española, el municipio tomará partido por el candidato Felipe de Anjou, futuro Felipe V de España y IV de Aragón, que tras su victoria en 1708 le concederá el título de «Muy Noble y Fidelísima Villa», relevándola de quintas y alojamiento de tropas.
Como elementos a destacar de esta época, hay que mencionar la ermita de San Roque, construida en 1653 en estilo barroco-mudéjar, con un interesante retablo. De las ermitas conocidas, quedan en ruinas las de San Bartolomé y San Sebastián, no quedando restos de las del Humilladero y San Blas.
Junto al puente del río se levantó también en el siglo XVII un convento de PP. Capuchinos bajo la advocación de San Román. Por la ley de desamortización de Mendizábal en 1836, las tierras pasaron a manos privadas y los edificios se arruinaron. Hoy solo quedan los muros del convento, de la iglesia y de la enfermería. 
En el siglo XX destaca la traída de aguas desde el manantial de Lagüén, en 1915, con un bombeo de gran ingenio que salva el desnivel hasta el pueblo, y la construcción en los años 70 del embalse de Maidevera, que aprovecha las aguas del río Aranda y del barranco Pedreñas para aliviar la falta de riego de los otros pueblos de la cuenca.

## Demografía

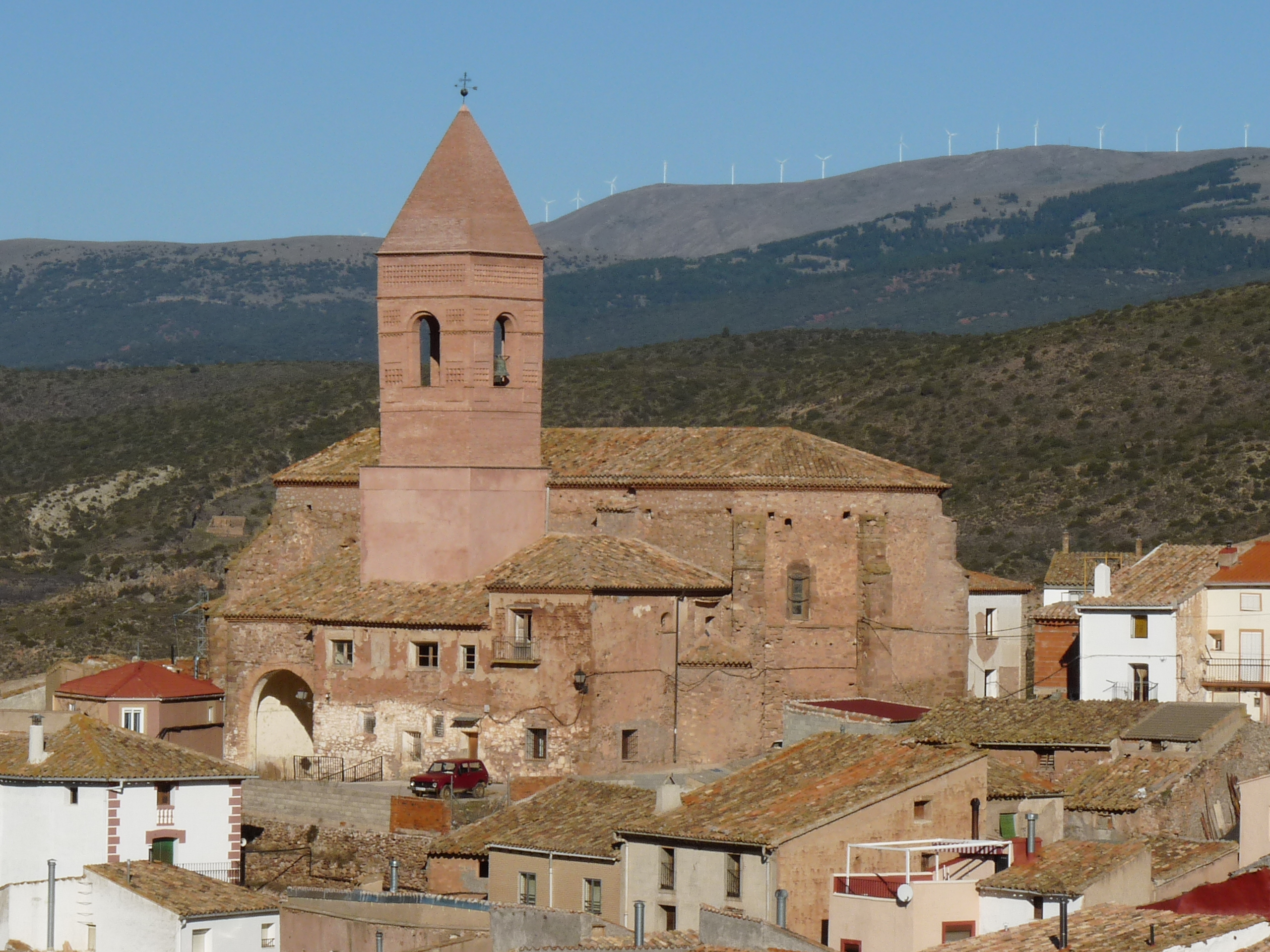
Iglesia de la Asunción de la Virgen

En el fogaje de 1495 —censo ordenado por Fernando el Católico—, Aranda figura con 205 «fuegos» u hogares, lo que equivale a unos 1025 habitantes.
Ya en el siglo XIX, el censo de 1857 registra una población de 1370 habitantes.
La población de Aranda se mantuvo durante cinco siglos por encima de los 1000 habitantes, desde mediados del siglo XV hasta mediados del siglo XX, con la excepción del periodo posterior a la expulsión de los moriscos. Alcanzó su mayor peso demográfico en Aragón en el siglo XV y la mayor población en 1910, con 1654 habitantes. 
En la decadencia demográfica de Aranda podemos destacar los siguientes hechos: expulsión de los judíos, expulsión de los moriscos, leyes desamortizadoras, emigración a América y gripe de 1918, guerra civil española, industralización de grandes ciudades, construcción del embalse de Maidevera y crisis financiera de 2008.
En aplicación de la versión aragonesa del Edicto de Granada promulgado el 31 de marzo de 1492, y firmado por el rey Fernando para la Corona de Aragón, se expulsó a la aljama judía de Aranda al completo, ya que ninguno de sus miembros se convirtió al Cristianismo. Fueron conducidos hasta el puerto de La Ampolla donde embarcaron. Así se apagaron los 27 fuegos de la comunidad sefardita arandina.
La aljama musulmana será expulsada en el siglo XVII, sin respetar su conversión de 1525, dejando cerradas 140 casas y siendo expulsados 577 moriscos. De nada sirvieron los intentos del conde de Aranda para que no se aplicase el decreto real en sus estados. 
En el siglo XIX, la desamortización eclesiástica de Mendizábal conllevó la exclaustración de los PP. Capuchinos y el consiguiente cierre del convento de San Román, con sus aulas de estudios, biblioteca, enfermería e iglesia conventual. El abandono del convento supuso la posterior ruina y pérdida patrimonial y humana. Por el lado civil, la nacionalización de los bienes de propios privó al municipio de rentas obtenidas de sus numerosos montes que pasaron a manos privadas o al Estado. Los vecinos perdieron estas tierras comunales donde se pastoreaba ganadería lanar, caprina y de cerda, se fabricaba carbón vegetal y se obtenía leña para los hogares. 
En la segunda década del siglo XX se produjo un descenso de población joven a causa de la emigración a América o su traslado a Zaragoza y Barcelona y por la mortandad causada por la gripe de 1918 que golpeó con intensidad. 
Durante la última Guerra Civil, se produjeron numerosas represalias que siguieron a la formación de la columna en defensa de la República que desarmó a la Guardia Civil de la casa-cuartel de Jarque. 
En las décadas de los 50, 60 y 70 se trasladaron familias enteras a Barcelona y Zaragoza, principalmente, atraídas por el proceso de industrialización.
En 1979 se iniciaron las obras de construcción del embalse de Maidevera que finalizarán en 1981. Dos años más tarde se pondrá en explotación, anegando parte de la huerta de Aranda y en consecuencia, reduciendo la economía del municipio que conllevó el abandono paulatino de explotaciones agrícolas y ganaderas.
En el siglo XXI, a las crisis generales, financiera de 2008 y de construcción, se sumó la crisis del sector del calzado en los municipios de Illueca y Brea, situados a 17 km, donde se empleaban varias decenas de arandinos. Éstos se trasladaron en su mayoría a Ólvega, a 38 km, lo que supuso, con el tiempo, su asentamiento en esa localidad castellana.
Con los datos registrados en el INE a 1 de enero de 2023, la población de derecho ha quedado reducida a 129 habitantes, lo que supone el 8 % de la que tuvo en 1910; con una edad media de 58 años. La despoblación se mitiga con el mantenimiento de segundas residencias.
Aranda de Moncayo cuenta con una población de 117 habitantes (INE 2024).
| Gráfica de evolución demográfica de Aranda de Moncayo entre 1842 y 2021                                                                                     |
| |
| Población de derecho según los censos de población del INE Población de hecho según los censos de población del INEEn este censo se denominaba Aranda: 1842 |

#### Población y nacionalidad
En 2022 vivían en Aranda 132 personas, de los cuales 6 extranjeros, lo que suponía el 4,5% del total. 
Distribución de la población según su nacionalidad.
| Nacionalidad | Hombres | Mujeres | Total | %     | Proporción |
| ------------ | ------- | ------- | ----- | ----- | ---------- |
| Española     | 80      | 46      | 126   | 95.5% |            |
| Extranjera   | 3       | 3       | 6     | 4.5%  |            |

| Puesto | País      | 2022 |
| ------ | --------- | ---- |
| 1      | Marruecos | 4    |
| 2      | Paraguay  | 1    |
| 3      | Rumania   | 1    |

### Economía
La economía de la villa de Aranda se articula sobre unos débiles sectores de agricultura, de construcción y de servicios. 
El número de empresas activas en el periodo 2020-2025 pasó de 9 a 5 sociedades, según el directorio central de empresas (DIRCE). Desarrollan actividades de construcción, cinegéticas o agropecuarias, ganadería extensiva, alojamientos turísticos, recreativas, cafés y bares, comercio al por menor y de Administración pública.
En el ejercicio 2022, la renta bruta media por persona alcanzó los 15.234€, que supuso una renta neta por persona de 13.287€ y neta por hogar de 22.499 €. Alcanzando un índice de Gini del 27,4 y de distribución de la renta P80/P20 de 2,6. Siendo los datos para Aragón de 29,0 y de 2,5. (Cuanto menor es el dato del índice Gini (entre 0 y 100) existe menos desigualdad de ingresos).
Respecto al mercado de trabajo (marzo-2025): 5 demandantes de empleo (tasa de paro 10,25%) para una población de 115.
Los polígonos industriales más próximos se encuentran en las localidades de Illueca y de Brea, a 17 km. (20 min.)

## Administración y política
| Período   | Alcalde                                      | Partido           |  |
| --------- | -------------------------------------------- | ----------------- |  |
| 1979-1983 | Aurelio Urgel Andaluz                        | Independiente     |  |
| 1983-1987 | Manuel Andaluz Calavia Elías Sanjuán Cornago | Coalición Popular |  |
| 1987-1991 | Elías Sanjuán Cornago                        | Alianza Popular   |  |
| 1991-1995 | Manuel Marco Marco                           | Partido Aragonés  |  |
| 1995-1999 | Avelino Calavia Millán                       | Partido Popular   |  |
| 1999-2003 | Avelino Calavia Millán Pedro Cabeza Vinuesa  | Partido Popular   |  |
| 2003-2004 | Pedro Cabeza Vinuesa                         | Partido Popular   |  |
| 2004-2007 | María Rosario Cabrera Ruiz                   | PSOE              |  |
| 2007-2011 | María Rosario Cabrera Ruiz                   | PSOE              |  |
| 2011-2015 | María Rosario Cabrera Ruiz                   | PSOE              |  |
| 2015-2019 | María Rosario Cabrera Ruiz                   | PSOE              |  |
| 2019-2023 | José Javier Jordán Marquina                  | Partido Popular   |  |
| 2023-act. | José Javier Jordán Marquina                  | Partido Popular   |  |

| Partido político    | Partido político                                    | 1979   | 1983   | 1987   | 1991   | 1995   | 1999   | 2003   | 2007   | 2011   | 2015   | 2019   | 2023   |
| Partido político    | Partido político                                    | Ediles | Ediles | Ediles | Ediles | Ediles | Ediles | Ediles | Ediles | Ediles | Ediles | Ediles | Ediles |
|                     | Partido de los Socialistas de Aragón (PSOE-Aragón)  | —      | 2      | —      | 3      | 3      | 1      | 2      | 4      | 4      | 3      | 0      | 0      |
|                     | Alianza Popular (AP)-Partido Popular de Aragón (PP) | —      | 5      | 7      | —      | 4      | 4      | 3      | 1      | 1      | 1      | 4      | 4      |
|                     | Partido Aragonés (PAR)                              | —      | —      | —      | 4      | —      | 0      | 0      | —      | 0      | 1      | 0      | —      |
|                     | Independientes                                      | 7      | —      | —      | —      | —      | —      | —      | —      | —      | —      | —      | —      |
|                     | Chunta Aragonesista (CHA)                           | —      | —      | —      | —      | —      | —      | —      | —      | —      | 0      | —      | —      |
|                     | Federación de los Independientes de Aragón (FIA)    | —      | —      | —      | —      | —      | —      | —      | —      | —      | —      | 1      | 0      |
|                     | Aranda Caminando Juntos                             | —      | —      | —      | —      | —      | —      | —      | —      | —      | —      | —      | 1      |
| Total de concejales | Total de concejales                                 | 7      | 7      | 7      | 7      | 7      | 5      | 5      | 5      | 5      | 5      | 5      | 5      |

## Patrimonio
El casco antiguo de Aranda se corresponde con la villa islámica. Queda conformado por las calles que se encuentran dentro del recinto amurallado. En su estado original tuvo tres puertas, una para cada comunidad, islámica, hebrea y cristiana. Ya en el siglo XV se abrieron dos más. Su acceso principal desde la plaza Mayor es la puerta del Pozo, conocida popularmente como "el Arco".
La muralla encierra carreras estrechas, plazetas y callizos, en tiempos pasados empedradas, enlosadas y de tierra, hoy, cementadas. 
Paseando por sus calles se pueden admirar arcos de paso y casas populares que han mantenido su aspecto tradicional, levantadas con los materiales propios de esta zona aragonesa. En este aspecto destacan algunas calles como Alta del Castillo, Mezquita, plaza Alta, Taberna, san Pedro (Tomás Álvarez), Lariz, Esglesia, María Gil, Hospital, Cañamizas, callizo redondo, callizo bajo del castillo, etc. 

### Ciudad celtíbera de Aratis
La ciudad celtíbera de Aratis, es un yacimiento arqueológico declarado en 2016 "bien de interés cultural" (BIC). Ubicado en el cerro de Castejón se extiende sobre una superficie de 12 ha hasta alcanzar el camino vecinal de Vía Borja.

### Arquitectura religiosa
- Iglesia de la Asunción de la Virgen María a los Cielos (siglo XV), en el barrio de la iglesia. El templo se construyó ampliando la que fue iglesia románica de Santa María, dentro de la muralla urbana y junto a ella por su lado norte. Se finalizó en el siglo XV, en estilo gótico tardío y de una sola nave, con bóveda de crucería. Ya en 1533 se realizaron obras de reparación dirigidas por el arquitecto Juan Díaz. En 1548 se adquirió el órgano al maestro organero de Zaragoza Tomás Puche. Con posterioridad se abrieron capillas laterales entre contrafuertes. Destaca su robusta torre-campanario de mudéjar aragonés. La iglesia parroquial se halla bajo la advocación de la Asunción de Nuestra Señora como titular, siendo el patrono San Roque de Montpellier y con anterioridad lo fue San Basilio el Magno, obispo de Cesarea. Su silueta constituye, junto con el castillo, el perfil urbano de Aranda.
- Mezquita mayor. Era la construcción religiosa más antigua de Aranda, probablemente del siglo X. En todo caso, anterior a la incorporación de la villa al reino de Aragón en 1120. Ubicada en el centro de la villa amurallada, en lo más alto de la carrera Mayor, luego plaza común. Sin uso por la comunidad islámica tras su conversión al Cristianismo en 1525, se transformó en la iglesia de San Pedro.
- Mezquita del Moral. Ubicada intramuros, entre las calles de la Mezquita y la Taberna. Daba servicio a los musulmanes del barrio del Moral. Hoy casas particulares. Fue abandonada por la comunidad islámica tras su conversión al Cristianismo en 1525.
- Sinagoga. La sinagoga dio servicio a la comunidad hebrea de Aranda hasta julio de 1492, cuando, al no optar por la conversión al Cristianismo fue obligada a abandonar el reino. Hoy casas particulares. Desaparecida.
- Iglesia de San Pedro. Reconversión de la mezquita mayor en iglesia en honor al príncipe de los Apóstoles, San Pedro. Ubicada en la que fue plaza común, después plaza de San Pedro, al final de la carrera de San Pedro. Iglesia subalterna de la parroquial. Se celebraba misa todos los días del año y se rezaba por las tardes el Rosario por estar alojada la imagen de Nuestra Señora del Remedio. En 1751 comenzó a arruinarse y se trasladaron los enseres de culto y la imagen de la Virgen del Remedio a la iglesia parroquial. Perdida su función se vendió en 1849. Hoy tres casas particulares.
- Ermita de San Román. Estaba dedicada a San Román de Antioquía. Ubicada en la huerta, en el paraje de su nombre, junto al camino real de Vía Borja y el camino vecinal de Aranda a Jarque. Era la más antigua de las ermitas. Prestaba servicio un ermitaño con habitación donde moraba. El 12 de diciembre de 1543, el justicia y jurados de la villa instituyeron un beneficio eclesiástico para que se celebrase misa en la ermita todos los festivos del año.[32]
- Ermita de San Blas. (siglo XIV) Erigida para obtener los favores de San Blas de Sebaste por su don de curación milagrosa, que alcanzaba tanto a personas como a animales. Estaba situada en el paraje conocido como eras de San Blas, inmediata al barranquillo que baja del Portillo a Es pozas. Hacia 1590 devino en ruinas, los enseres del culto se trasladaron a la iglesia de San Pedro. Desaparecida.
- Ermita de San Bartolomé. (siglo XVI). Dedicada a San Bartolomé el Apóstol, patrono de ganaderos y pastores. Se erigió en 1528, con limosnas y trabajos de los fieles, en el bancal que lleva su nombre, al noroeste de la localidad. A comienzos del siglo XX se desplomó la cubierta y la cofradía la vendió dividida en dos casillas. Con el precio obtenido se construyó una nueva de menor superficie, adosada a la anterior por el muro este, a la que le pasó lo mismo; en ruinas desde mediados del siglo XX.
- Ermita de San Sebastián. (siglo XVI). Coetánea de la ermita de San Bartolomé. Se erigió en 1537 en honor de San Sebastián en la cima el cerro del mediodía, al sur del núcleo urbano. De planta rectangular, orientada este-oeste, con muros de carga de mampostería de piedra gris obtenida en la cantera de La plana. Tenía la cubierta a dos aguas conformada con vigas de madera, cañizos y teja árabe; estaba solada con ladrillos macizos. El altar apoyado en el muro del este y, en su primer tercio del muro derecho se adosó un púlpito, ambos conformados con ladrillos macizos. Comenzó a arruinarse la techumbre en 1817 sin que su cofradía acudiera a repararla. Los paramentos forales fueron utilizados como cantera para eras, pajares y casillas, hoy solo conserva, parcialmente, dos de los cuatro muros de carga.

Cuando estaba habilitada para el culto, el día de San Marcos [25 de abril], el clero capitular iba procesionalmente a esta ermita cantando la letanía de los Santos, celebrándose en ella misa rogativa; terminada ésta, se hacía conmemoración de la Cruz, con la antífona, y versículo de Laudes y la oración; y salido de la ermita de cara al santuario de la Virgen de la Sierra, se recitaba la anfífona...volviendo a la Iglesia cantando a cada verso la letanía, el O vere Deus. 
- Ermita del humilladero. (siglo XVII) Fue edificada a expensas de Miguel Xea, natural y vecino de la villa, mercader, rico propietario y familiar del santo oficio de la Inquisición, en 1623; donde sería enterrado finalizadas las obras en 1624. Albergaba un primoroso retablo de madera del Descendimiento de Jesucristo de la Cruz.[33] Arruinada la ermita a mediados del pasado siglo, se edificó en su solar la caseta de viajeros.
- Ermita de San Roque. (siglo XVII). Está dedicada a San Roque de Montpellier, patrono de la villa. Ubicada en medio de la huerta, en el camino vecinal de Aranda a Jarque, cerca del paraje de la Bezocha. Dista de la localidad 1,6 km al oriente. De planta rectangular orientada este-oeste, coro elevado al poniente y sendas bancadas de obra adosadas a los muros mayores; tiene cubierta a dos aguas conformada con vigas de madera, cañizos y teja árabe. En el muro oriental tiene adosado el altar y sobre él un retablo policromado de 1653 con varios cuadros al óleo, ocupando el espacio central un cuadro con la imagen del santo. Disponía de ermitaño.
- Peirón del humilladero. El peirón está ubicado a la salida de la villa, al final de la calle de los Pozos, marcando el inicio de las carreteras de Aranda a Morés y de Aranda a ventas de Ciria, hoy carretera A-1503.
- Peirón del portillo. Ubicado después de las últimas eras, en el camino del portillo hacia Castilla. Los peirones tienen la condición de bien de interés cultural por declaración legal.[34]

### Patrimonio conventual
Aranda ha contado con un convento de PP. Capuchinos, el convento de San Román (siglo XVII), ubicado en la huerta, con edificio de vida, claustro, aulas, biblioteca, enfermería, huertos e iglesia conventual.
Por concordia de 23 de octubre de 1625, entre la Villa de Aranda y el Convento de Capuchinos representados por su provincial el M.R.P. Fr. Luis de Zaragoza, fue entregada la ermita de San Román con sus heredades de regadío y bienes a los padres Capuchinos para "la fábrica del convento que ha de hacer en dicha Villa".
En el siglo XIX, en aplicación de las leyes desamortizadoras, fue disuelta la comunidad y el convento clausurado el 2 de febrero de 1836. Los altares de la iglesia conventual, el de la Purísima Concepción, San Francisco de Asís y San Antonio de Padua fueron trasladados a la iglesia parroquial en 1848.
Así es que el 2 de febrero de 1836, día de la Purificación de Nuestra Señora, cantaron la misa conventual con la mayor solemnidad; sumió en ella el Santísimo Sacramento, que se hallaba reservado en el Tabernáculo del Padre Vicario, que lo era el P. Fr. Manuel de Calanda, que es el que ofició, y terminada esta función, quedó disuelta la Comunidad y desalojado el local por todos sus individuos y sin el uso del hábito religioso. 
Tras la desamortización de Mendizábal comenzó a arruinarse y hoy apenas se conservan los muros exteriores.

### Arquitectura civil
- Casa de la Villa de Aranda (1548-1560), edificada en el siglo XVI en la plaza Nueva, hoy plaza Mayor. Fue el primer edificio levantado extramuros, ya consolidada la unión dinástica en la persona del emperador Carlos. Se adosó a la muralla por su lado sur y al torreón de la Puerta del Pozo por el oeste. En 1944 se añadió un templete en la cubierta para el reloj.

Por escritura de contrato de obras expendida por el notario de la villa Miguel Felipe, el día 26 de abril de 1548, siendo partes contratantes, por el concejo, el justicia Juan Calabia y jurados Miguel Forte y Alonso Marco; y de otra el maestro de obras Martín de Aztiria, con residencia en Calcena. A los pocos años de su construcción amenazó ruina total. Así que el Concejo capituló con los maestros de hacer casas Juan de la Portilla, ambos vecinos de la villa, derribar hasta los cimientos y levantar otra en su lugar (escritura del notario Miguel Felipe de 12 de mayo de 1560). 
- Muralla urbana de Aranda. Todavía se pueden observar distintos lienzos de la muralla, en ocasiones integrada en viviendas particulares. Los lienzos más destacados se pueden ver en las calles Barbacana, Mezquita, Larral, Chorro y Puerta Lariz. En la calle del Chorro, junto al callizo de los Bullizos se puede apreciar un torreón. La propia casa de la villa se apoya en la muralla y en el torreón de la Puerta del Pozo.
- Castillo de Aranda, fortaleza que defendió la frontera del reino de Aragón, siendo Aranda aduana y vía de acceso a Castilla. Se encuentra bajo la protección de BIC (BOA, 22 de mayo de 2006).
- Casa del conde de Aranda, casa siglo XVI, residencia del conde de Aranda, familiares y administrador del condado hasta finales del primer tercio del siglo XIX. Destaca por sus dimensiones, jardín y por el escudo de armas en cerámica de la fábrica de Alcora. Ubicado en la antigua carrera de la fuent (hoy calle del Chorro), es propiedad particular.
- Almacén del conde de Aranda (siglo XVI). Próximo a la casa de los condes, en la carrera de la fuent (hoy calle del Chorro). Adosado por el suroeste a la muralla urbana. Consta de tres plantas con muros forales levantados con ladrillos macizos en las estructuras de cargas y cierre con adobas. Las tres plantas tienen acceso a pie de calle. La planta baja se utilizaba para bodega y las dos superiores para fruta y cereales. Pasó a manos particulares a mediados del siglo XIX.
- Plaza Mayor (siglo XVI-XVII). Constituye el conjunto mejor conservado de plazas mayores de la comarca del Aranda. Tiene planta trapezoidal y se inició su construcción en 1548 con la casa de la villa, que marcaría el alineamiento de la carrera Barbacana (calle de la Barbacana).
- Fuente del Chorro. Se sitúa esta fuente extramuros de la villa islámica, en el encuentro de la carrera de la fuente, el callizo de la fuente, el camino de las eras y la carrera del Portillo.
- Fuente de la Ral. Ubicada en el encuentro del camino real de Vía Borja y el camino de la Ral.
- Puente del convento. Puente sobre el río Aranda en el paraje del Vergel. Infraestructura en el camino real de Vía Borja. Construido con mampostería de piedra arenisca local, de un solo arco de bóveda y pretiles laterales del mismo material con orificios de evacuación de pluviales. Se realizaron obras de mantenimiento a mediados de los años 80 del siglo XX
- Grupo Escolar. Construido en el solar que ocupaba el matadero municipal y la fuente lobera.

### Patrimonio hidráulico e industrial
- La acequia molinar. También fue llamada "río nuevo"; conduce el agua desde el manantial de Lagüén al embalse del Cubo. Obra fundamental para el abastecimiento de agua potable, para el riego de la ribera derecha de la huerta y para generar energía hidráulica que aprovechasen molinos, batanes, lavaderos y mini-central eléctrica.

- El Cubo. Embalse que regula el aporte de la acequia Molinar. Distribuye caudales a las acequias de la Pedrosa y del Batán, al lavadero, al molino del Conde y a las bombas de abastecimiento de agua, hasta que quedaron fuera de servicio.

- Molino del conde. También conocido como "de la Pedrosa" o "del medio"; en el paraje de Zorzalá. Propiedad de la casa de Aranda hasta mediados del siglo XIX. Ya estaba en explotación por el segundo conde de Aranda, D. Miguel Ximénez de Urrea, que en 1537 lo arrendó a Alonso de Contamina y éste subarrendó a Pedro Espejo, de Bijuesca. Fabricó harina hasta principios de los 70 del pasado siglo XX. Disponía de casa de molineros. En 1914, en ejecución del "proyecto de abastecimiento de agua de villa de Aranda" se adosó una construcción para alojar las bombas con las que se elevó el agua al depósito de la puerta Moral. El molino del conde fue derribado en 1996 por acuerdo municipal al considerar el ayuntamiento que la cubierta estaba en mal estado y había perdido su funcionalidad.

- Lavadero público. Servicio municipal regulado por ordenanza "de uso privativo de mujeres que podían ser acompañadas por hijos de corta edad". El conde de Aranda vendió terreno de su molino para instalar un lavadero público. Se construyó una pila rectangular de lavado, rehundida en el terreno, con losas inclinadas en su perímetro. La pila, regulada por tajaderas, la alimentaba en corriente continua la acequia molinar vertiendo en la acequia del batán. Posteriormente el municipio erigió un edificio para proteger a las usuarias de las inclemencias del tiempo. El edificio, de una planta con muros de mampostería y tejado a dos aguas, cubrió la pila de lavado. Completamente abierto en su lado este, tiene dos ventanas al sureste y tendedero descubierto al suroeste, con acceso desde el propio lavadero. Fue restaurado en 2007, sin alterar el sistema hídrico original, en reconocimiento a la labor desempeñada por lavanderas de oficio y arandinas en particular.

- Molino del Batán. En el paraje del Vergel junto al bosque de ribera del río Aranda. Fue batán, del que toma el nombre, pero su dueño mandó construir en su lugar un molino harinero en 1818; produjo su propia electricidad. Hoy reconvertido en apartamentos turísticos.

- Molino de papel de estraza y pólvora. Construido por el conde de Aranda en el paraje de Puente Canales. Su objeto era la fabricación de papel de estraza y pólvora. Hoy apenas quedan restos.

- Molino de la Loz. También conocido como "molino alto" por ser el más alto de los tres molinos. Construido hacia 1845. Se encuentra en el paraje de la Loz.

- Fábrica de electricidad "La Electra Arandina, S.A.". Fue una minicentral eléctrica instalada en la infraestructura del molino harinero de la Loz, a finales del siglo XIX, aprovechando la energía del curso de agua de la acequia Molinar. Produjo electricidad para el alumbrado público y viviendas de Aranda hasta 1956, cuando el municipio contrató el suministro con Eléctricas Reunidas de Zaragoza, ERZ. Hoy solo queda las ruinas del molino y el pequeño embalse longitudinal que regulaba el salto de agua.

- Depósito de agua de la puerta Moral. Construido en 1914 donde estuvo la puerta Moral. De planta cuadrada y cubierta a dos aguas. Además del depósito, formó parte del sistema de abastecimiento de agua del municipio, la tubería de elevación que salvaba 85 metros y que lo conectaba con las bombas instaladas en el molino del conde, las fuentes de la plaza Alta, Turruntero, plaza Mayor, San Pedro y del Chorro. Inaugurado en 1915, abasteció de agua potable a la población hasta que fue sustituido por el depósito del castillo, en los años ochenta del pasado siglo. Hoy patrimonio hidráulico de la villa.

- La Tejera. La fabricación de tejas, ladrillos y baldosas se realizó de manera artesanal hasta la industrialización del proceso. Estos elementos básicos para la construcción en el medio rural se producían en la tejera o tejar. La tejera de Aranda estaba localizada en el paraje de la Serrezuela, junto al barranco Malache y a unos centenares de metros de su nacimiento. Disponía de caseta, era, horno y balsa de masado. Construida la carretera de Aranda a Morés a finales del siglo XIX, se levantó la “tejera nueva” junto a la curva de la carretera, una vez superada la cochera Marqueta, para utilizar las ventajas de transporte que ofrecía ésta. Desde entonces, a la antigua tejera se la conoció como la “tejera vieja” y fue  quedando en desuso. La tejera nueva estuvo en producción hasta que se industrializó el proceso, a finales de los años sesenta del pasado siglo.

### Patrimonio disperso o desaparecido
Durante los siglos XIX y XX España sufrió una pérdida enorme de patrimonio por razones muy diversas y Aranda cuenta con ejemplos de ello. Algunos casos son: 
- Expolio de la ciudad de Aratis.

- Cascos celtíberos de la ciudad de Aratis.

- Expolio del despoblado del Pedreñas.

- Custodia procesional de oro.

## Cultura

### Acontecimientos culturales
Desde primeros de siglo XX se representaban piezas teatrales tradicionales al aire libre en la plaza Alta. Entre ellas una de moros y cristianos que justificaba la conversión de los moriscos arandinos en 1525. 
En la actualidad, en la primera quincena de agosto, tiene lugar un encuentro con la poesía y con la música en la plazeta de la fuent, en el barrio del Chorro. También se representa teatro de autor en la plaza Alta.
Las actividades de los Veranos culturales de la villa de Aranda recogen cursos de pintura, de cerámica, de artesanía, de música tradicional...

### Centro de interpretación de la ciudad celtíbera de Aratis
Aranda cuenta con el centro de interpretación de la ciudad de Aratis y de la cultura celtíbera, en el edificio escuelas.

### Deporte
El deporte tradicional masculino ha sido, durante generaciones, la pelota mano. Había un "juego de pelota", (en aragonés juego d'a pilota), con frontón de una pared en la plaza Mayor. Fue el juego del recreo de los escolares y de los jóvenes pelotaris para deleite de sus mayores. A partir de los años 70 los vehículos aparcaron en la plaza haciendo imposible la práctica de este deporte. En 1997 el ayuntamiento ordenó el derribo del frontón. 
En los años 40, a iniciativa de un maestro y con el trabajo de los alumnos de la escuela se habilitó un campo de futbol reglamentario en el paraje de La Plana, junto a la carretera de Aranda a Ventas de Ciria. Tuvo poco uso por ser pedregoso y encontrase en un erial azotado por los vientos. Se abandonó a finales del siglo XX.

### Fiestas
Algunas de sus festividades tradicionales son: 
- 17 de enero, celebración de San Antón. Santo protector de los animales (festivo local).
- 3 de febrero, San Blas. Santo de la curación milagrosa de personas y de los animales. Los feligreses acudían a la ermita de San Blas en las afueras de la villa. Esta tradición se mantuvo hasta que la edificación se arruinó.
- 23 de abril, San Jorge, patrono de Aragón.
- 2 de mayo, la villa de Aranda subía en procesión y celebraba misa en el santuario de Nuestra Señora de la Sierra (cada pueblo tenía asignado un día). Actualmente todos los pueblos concurren el mismo día.
- 15 de mayo, San Isidro Labrador, santo patrón de labradores (festivo local).
- El 16 de agosto, festividad de San Roque. Tradicionalmente se hace romería a su ermita transportando en una peana la figura del santo desde la iglesia parroquial. Después de la misa se compartía comida entre las familias y amigos en el paraje de la Bezocha.
- El tercer fin de semana de agosto, comienzan las fiestas patronales en honor a la Virgen del Remedio, patrona de la villa de Aranda, que se prolongan la semana siguiente.
- El 24 de agosto, festividad de San Bartolomé, patrono de los pastores.
- El 4.º fin de semana de septiembre, antiguas fiestas de la patrona de la localidad, la Virgen del Remedio.
- El 12 de octubre, Virgen del Pilar, patrona de los aragoneses.
- El 1 de noviembre, feria ganadera y de la artesanía. festividad de Todos los Santos.
- El 13 de diciembre, Santa Lucía. Festividad de Santa Lucía de Siracusa, protectora de la vista.